# Črničevje
Črničevje (znanstveno ime Quercus ilex) ali črni hrast je edini drevesni predstavnik, ki spada med najbolj ogrožene rastline v Slovenski Istri (ostalo so večinoma cvetice ali travniške rastline). 
Najbolje uspeva na apnenčasti matični podlagi. Kljub temu pa ga najdemo, kjer je Sredozemlje najtoplejše, tudi na drugačnih vrstah tal. Med sušo in pri visokih temperaturah je dobro zaščiten z usnjatimi listi. Je zimzeleno drevo, kar pomeni, da nikoli ne odvrže vseh listov hkrati, tako kot večina listnatih dreves. Njegov areal (območje zemljepisne razširjenosti) je povsem sredozemski. 
Slovenska Istra ga ima na izključno južnih, zavetnih rastiščih, največji primerek je ohranjen v parku Rastelli v Portorožu.

## Galerija
- Quercus ilex podvrsta rotundifolia (Španija)
- Mlad list Quercus ilex podvrsta rotundifolia (Španija)
- Lubje Quercus ilex podvrsta  rotundifolia (Španija)
- Museum specimen